# 이스라엘의 구

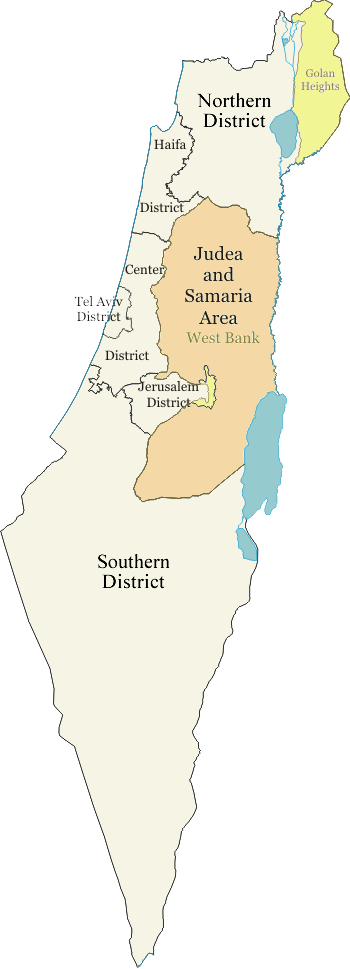
이스라엘의 행정 구역

이스라엘은 6개 행정구(히브리어: מחוזות, mahoz)와 15개 군(히브리어: נפות, nafa), 50개의 자연 지역으로 구성되어 있다. 이스라엘이 점령하고 있는 골란고원(골란군과 이에 속해 있는 4개의 자연 지역)은 명목상 북부구의 군으로 병합되어있고, 요르단강 서안 지구(유대 사마리아 지역)은 통계상 구와 동등한 별도의 지역으로 통치되고 있다.

## 예루살렘구
- 예루살렘구 (Mehoz Yerushalayim)
- 인구: 907,300명
- 행정 중심지: 예루살렘

## 북부구
- 북부구 (Mehoz HaTzafon)
- 인구: 1,241,900명
- 행정 중심지: 나사렛
  - 제파트군 (인구: 100,500명)
  - 킨네레트군 (인구: 100,300명)
  - 이즈레엘군 (인구: 444,400명)
  - 아코군 (인구: 555,300명)
  - 골란군 (인구: 41,400명)

## 하이파구
- 하이파구 (Mehoz Heifa)
- 인구: 880,700명
- 행정 중심지: 하이파
  - 하이파군 (인구: 529,300명)
  - 하데라군 (인구: 351,400명)

## 중부구
- 중부구 (Mehoz HaMerkaz)
- 인구: 1,770,000명
- 행정 중심지: 라믈라
  - 샤론군 (인구: 389,600명)
  - 페타티크바군 (인구: 604,600명)
  - 라믈라군 (인구: 282,800명)
  - 레호보트군 (인구: 493,000명)

## 텔아비브구
- 텔아비브구 (Mehoz Tel Aviv)
- 인구: 1,227,900명
- 행정 중심지: 텔아비브

## 남부구
- 남부구 (Mehoz HaDarom)
- 인구: 1,201,200명
- 행정 중심지: 베르셰바
  - 아슈켈론군 (인구: 456,000명)
  - 베르셰바군 (인구: 565,300명)

## 유대 사마리아 지역
- 유대 사마리아 지역 (Ezor Yehuda VeShomron)
- 인구: 289,600명 (이스라엘 정착촌 거주 인구에 한함)
- 최대 도시: 모디인일리트

1967년 6일 전쟁 이후부터 이스라엘이 점령하고 있는 요르단강 서안 지구를 가리킨다.

## 같이 보기
- 이스라엘의 도시 목록